# Cilangkap (Wanasalam)
Cilangkap is een bestuurslaag in het regentschap Lebak van de provincie Banten, Indonesië. Cilangkap telt 1852 inwoners (volkstelling 2010).